# Prothoe bifasciata
Prothoe bifasciata är en fjärilsart som beskrevs av James John Joicey och Talbot 1916. Prothoe bifasciata ingår i släktet Prothoe och familjen praktfjärilar. Inga underarter finns listade i Catalogue of Life.